# Abbaye de la Brayelle
L'abbaye de la Brayelle ou abbaye Notre-Dame-de-la-Brayelle d'Annay est une abbaye cistercienne féminine. Fondée en 1196 dans la commune d'Annay (Pas-de-Calais), Elle ferme à la Révolution avec le départ des religieuses. Les biens et les terres sont revendus et dispersés. 

## Situation
L'abbaye était située sur la route menant de Lens à Lille, à environ un kilomètre du bourg d'Annay ; au milieu du XIXe siècle les aménagements  ferroviaires ont modifié le lieu dont il ne reste qu'un champ et un lieu-dit « L'abbaye d'Annay »ayant donné son nom au pont qui surplombe la route voisine.

## Historique

### Fondation
L'abbaye d'Annay est fondée en 1196, par trente moniales de Blendecques.

### Moyen Âge
En 1218, l'abbaye des Prés de Douai, formée spontanément par des jeunes femmes douaisiennes, cherche à rejoindre l'ordre cistercien. L'abbé de Vaucelles demande à Élissende Dassonville, prieure de Brayelle, de prendre la tête de la nouvelle abbaye, afin d'y apporter les usages cisterciens ; l'abbaye s'inscrit ainsi dans la filiation de la Brayelle.
En 1217, la Brayelle fonde une autre abbaye-fille à Renescure, l'abbaye de la Woestyne,.
Comme plusieurs autres abbayes de la région, l'abbaye de la Brayelle est en lien avec les châtelains de Lens, qui y jouent le rôle d'avoué.

### Période révolutionnaire
Le 8 décembre 1790, un inventaire général de l'état de l'abbaye est effectué. Il révèle qu'outre l'abbesse, Éléonore Hennecart de Briffoeil, âgée de 62 ans, la prieure et la sous-prieure, l'abbaye compte 26 religieuses de chœur (de 78 à 22 ans) et 17 converses. Toute la communauté désire poursuivre la vie religieuse dans le monastère ; elles ne quittent en conséquence l'abbaye qu'en septembre 1792, ultime terme fixé par la loi ; un certain Rohart est nommé administrateur. Le 26 septembre, le monastère est vidé de ses meubles, la vente comme bien national étant prévue pour le 10 octobre. Puis l'abbaye est entièrement pillée, le fruit des rapines emplissant soixante voitures. Une cinquantaine d'hommes sont envoyés pour garder ce qui reste et arrêter les coupables ; ceux-ci sont au nombre d'une vingtaine, dont le juge de paix, mais le procès s'achève sur un non-lieu.
La prieure Marie-Ghislaine Defontaine, ainsi qu'une moniale, Hombeline Le Couvreur, fuient pour la Belgique ; elles sont dans un premier temps accueillies à Maagdendale, mais doivent fuir à nouveau devant l'avancée des troupes révolutionnaires. Elles se réfugient alors à Himmelpforten (de), où elles demeurent jusqu'en 1796. Avec d'autres moniales venant de La Woestyne et des Prés, Hombeline Le Couvreur sera à l'origine de la fondation des Cisterciennes bernardines d'Esquermes.
L'abbesse, pour sa part, se retire à Arras ; mais elle est dénoncée comme aristocrate. Arrêtée, elle est jugée et acquittée par le Tribunal révolutionnaire d'Arras mais Lebon annule ce premier jugement et la fait à nouveau comparaître. Elle sera condamnée pour « soustraction de meubles de l’abbaye de la Brayelle et soutien aux prêtres déportés » et guillotinée le 25 juin 1794,.

## Abbesses
- Élissende Dassonville, première abbesse.
- Marie-Ernestine du Béron (1677-1764), professe à l'abbaye de Marquette le 1er mars 1693, installée abbesse d'Annay par dom Nicolas du Béron, son cousin, abbé de l'abbaye Notre-Dame de Loos le 23 avril 1735, y décédée le 23 mai 1764, à 87 ans[10].
- Marie-Philippine- Albertine-Éléonore Hannecart de Briffœil (1725-1794), religieuse puis abbesse. Lorsque l'abbaye est supprimée au moment de la Révolution française, elle se retire à Arras. Dénoncée au comité de surveillance comme anti-révolutionnaire, incarcérée, elle est relaxée en l'absence de Joseph Le Bon. Elle est de nouveau emprisonnée le 2 janvier 1794. Accusée d'avoir soustrait des meubles de l'abbaye (l'abbaye avait été pillée), d'avoir déclaré qu'elle ne laisserait pas un sou à la nation, de s'être apitoyée sur le sort des prêtres déportés, elle est guillotinée à Arras le 25 juin 1794[11].